# Dmitri Pissarev
Pour les articles homonymes, voir Pissarev.
Dmitri Ivanovitch Pissarev (en russe : Дми́трий Ива́нович Пи́сарев, né le 2 octobre 1840 (14 octobre dans le calendrier grégorien)  dans le gouvernement d'Orel, mort noyé le 4 juillet 1868 (16 juillet dans le calendrier grégorien) dans la région de Riga), est un révolutionnaire et nihiliste russe, critique littéraire et traducteur.

## Biographie
Dans des articles parus dans La Parole russe (Rousskoïe Slovo), dont il est le rédacteur en chef, Dmitri Ivanovitch Pissarev expose ses idées : lutte contre le pouvoir, transformation révolutionnaire de la société.
Il est emprisonné de 1862 à 1866 dans la forteresse Pierre-et-Paul de Saint-Pétersbourg, où il écrit nombre de ses articles. Il considère l'art comme une forme inférieure de la connaissance scientifique.
Il fait partie du Cercle de Tchernychevski avec le critique Nikolaï Dobrolioubov, l'économiste Nikolaï Tchernychevski, les scientifiques Lavrov et Kropotkine. Ils prônent des actions directes et violentes pour renverser le régime afin de reconstruire, de façon scientifique, un monde qui assurera le bonheur des masses.
Il traduit en langue russe Atta Troll de Heinrich Heine et le 11e chant de La Messiade de Friedrich Gottlieb Klopstock.
Dmitri Pissarev meurt noyé dans le Golfe de Riga où il s'était rendu accompagné de Maria Vilinska et de son fils, pour prendre un bain de mer. Il est enterré à la passerelle des Écrivains du cimetière Volkovo de Saint-Pétersbourg.

### Critique
Dmitri Ivanovitch Pissarev arriva, après Nikolaï Dobrolioubov, au nihilisme esthétique. Aux yeux de ce pamphlétaire, Lermontov et Alexandre Pouchkine furent des « caricatures de poètes », des « aèdes pour jeunes filles poitrinaires » ; Goethe fut « un aristocrate bouffi raisonnant en vers sur des sujets dépourvus d'intérêt ». Il n'y eut d'intéressant pour l'humanité que le progrès des sciences naturelles. L'art, l'idéal, apparurent comme des mots vides de sens.
Ce devait être à peu près le point de vue de Bazarov, le fameux prototype des nihilistes russes dans le roman Pères et fils d'Ivan Tourgueniev. Quand le roman parut en 1862, Pissarev ne s'est pas fait faute aussi d'entreprendre l'apologie du personnage.
Il joua avec complaisance le rôle d'enfant terrible du journalisme contemporain, non sans y déployer un grand talent, qui peut servir d'excuse aux succès prodigieux dont ses ébats furent accompagnés.

## Citation
- « Lorsqu'il y a contact entre le rêve et la vie, tout est pour le mieux. »
- « J'aimerais mieux être un cordonnier russe qu'un Raphaël russe. » (cité par Albert Camus, dans L'Homme révolté)

## Œuvres
- Essais critiques, Éditions du progrès, traduit du russe par Harald Lusternik, 1976
- Notre science universitaire : récit, traduit du russe et présenté par Anatole Abragam, Actes Sud, 1999  (ISBN 2-7427-2495-8)